# Kampylotropis
Kampylotropis (Campylotropis Bunge) – rodzaj roślin należący do rodziny bobowatych. Obejmuje 40 gatunków. Rośliny te występują we wschodniej Azji na obszarze od Himalajów po Mongolię, Półwysep Koreański i Półwysep Indochiński, poza tym obecne są na Jawie i Małych Wyspach Sundajskich. Najbardziej zróżnicowane są w Chinach, gdzie występują 32 gatunki, z czego 20 to endemity tego kraju. Są to krzewy rosnące w suchych lasach podrównikowych, w lasach górskich i lasach strefy umiarkowanej oraz w zaroślach.
Rośliny użytkowane są jako ozdobne, paszowe, miododajne i lecznicze. Ze względu na tolerancję na suszę wielu gatunków są one stosowane do ochrony gleb.

## Morfologia
PokrójKrzewy i półkrzewy.
LiścieWsparte trwałymi, trójkątnymi przylistkami. Blaszka trójlistkowa, listki całobrzegie.
KwiatyMotylkowe, zebrane w grona, czasem tworzące wiechowaty kwiatostan złożony, rzadko zebrane w baldachy i kłosy. Kielich dzwonkowaty, z 4 nierównymi ząbkami, dolna łatka jest węższa i dłuższa niż boczne i górna; górna jest na szczycie dwuzębna. Korona fioletowa do białoróżowej, rzadko żółta. Pręcików 10, z czego 9 ma nitki zrośnięte, a jeden, najwyższy jest wolny. Słupek pojedynczy, z jednego owocolistka, z górną, niemal siedzącą zalążnią. Szyjka słupka nitkowata, zagięta.
OwoceStrąki soczewkowato ścieśnione, jednonasienne. Nasiona nerkowate.

## Systematyka
Pozycja systematyczna
Jeden z trzech rodzajów podplemienia Lespedezinae plemienia Desmodieae z podrodziny bobowatych właściwych (Faboideae) z rodziny bobowatych (Fabaceae).
Wykaz gatunków
- Campylotropis alba Schindl. ex Iokawa & H.Ohashi
- Campylotropis albopubescens (Iokawa & H.Ohashi) M.Liao & Bo Xu
- Campylotropis alopochloa H.Ohashi
- Campylotropis argentea Schindl.
- Campylotropis bonii Schindl.
- Campylotropis brevifolia Ricker
- Campylotropis burmanica H.Ohashi
- Campylotropis capillipes (Franch.) Schindl.
- Campylotropis cytisoides (Jungh.) Miq.
- Campylotropis decora (Kurz) Schindl.
- Campylotropis delavayi (Franch.) Schindl.
- Campylotropis diversifolia (Hemsl.) Schindl.
- Campylotropis falconeri (Prain) Schindl.
- Campylotropis fulva Schindl.
- Campylotropis grandifolia Schindl.
- Campylotropis griffithii Schindl.
- Campylotropis harmsii Schindl.
- Campylotropis henryi (Schindl.) Schindl.
- Campylotropis hirtella (Franch.) Schindl.
- Campylotropis howellii Schindl.
- Campylotropis latifolia (Dunn) Schindl.
- Campylotropis luhitensis H.Ohashi
- Campylotropis macrocarpa (Bunge) Rehder – kampylotropis wielkoowocowy[6]
- Campylotropis macrostyla (D.Don) Lindl. ex Miq.
- Campylotropis microphylla Aver.
- Campylotropis parviflora (Kurz) Schindl.
- Campylotropis pauciflora C.J.Chen
- Campylotropis pinetorum (Kurz) Schindl.
- Campylotropis polyantha (Franch.) Schindl.
- Campylotropis sargentiana Schindl.
- Campylotropis speciosa (Royle ex Schindl.) Schindl.
- Campylotropis stenocarpa (Klotzsch) Schindl.
- Campylotropis sulcata Schindl.
- Campylotropis tenuiramea P.Y.Fu
- Campylotropis teretiracemosa P.C.Li & C.J.Chen
- Campylotropis thomsonii (Benth. ex Baker) Schindl.
- Campylotropis trigonoclada (Franch.) Schindl.
- Campylotropis wenshanica P.Y.Fu
- Campylotropis wilsonii Schindl.
- Campylotropis yunnanensis (Franch.) Schindl.